# Ол, Рассел
Рассел Шумейкер Ол (англ. Russell Shoemaker Ohl; 30 января 1898, Аллентаун — 20 марта 1987) — американский инженер, известный своими исследованиями полупроводников еще до открытия транзистора. В 1946 году он получил патент США на конструкцию современного солнечного элемента (U.S. Patent 2 402 662).
В 1939 году Ол открыл явление p-n-перехода. В то время мало кто знал о примесях в кристаллах полупроводников, но Расселу удалось выявить, что наличие этих примесей некоторые участки полупроводника имели большее сопротивление, и как следствие, хуже проводили электрический ток. Барьер между участками разной «чистоты» заставлял полупроводниковый диод работать. Все современные диоды (светодиоды, лазерные и т д.) являются потомками работ Ола.